# Stemma della Cecenia
Lo stemma della Cecenia è lo stemma ufficiale della Repubblica Cecena, parte della Federazione Russa, adottato il 22 giugno 2004.

## Descrizione
Il decreto del presidente della Repubblica cecena del 22 giugno 2004 n. 125 istituisce l'emblema nazionale della Repubblica cecena, la sua descrizione e l'ordine di utilizzarlo ufficialmente.
Esso è raffigurato attorno ad un cerchio ed è basato su quattro colori: rosso, giallo, blu e bianco. Il cerchio bianco centrale rappresenta l'unità, mentre con il rosso sono indicati elementi geometrici che rappresentano l'eternità. In blu sono indicate montagne stilizzate, la storica torre dei ceceni e la torre per l'estrazione petrolifera.
Spighe di grano giallo su sfondo blu simmetricamente incorniciate dal cerchio interno simboleggiano la ricchezza del popolo ceceno. Nella parte superiore delle spighe di grano sono incoronate con la mezzaluna e la stella, colorate in giallo su sfondo blu. Il cerchio rosso esterno mostra il motivo degli ornamenti ceceni in stile nazionale su uno sfondo giallo. Il bordo esterno dell'emblema è blu.

## Stemmi storici

Stemma dell'Emirato del Caucaso settentrionale
Stemma della Repubblica Socialista Sovietica Autonoma di Cecenia-Inguscezia
Stemma della Repubblica cecena di Ichkeria, Stato senza riconoscimento internazionale

### Stemma dell'Emirato del Caucaso settentrionale
Tale stemma è stato raffigurato a partire dal 1919 sul lato anteriore delle banconote del valore di 5, 25, 50, 100, 250, 500 rubli dell'Emirato.
Lo stemma dell'Emirato consisteva in un fucile e una spada a formare una base che teneva un turbante Haji con una corona e una bilancia, probabilmente simbolo della giustizia. Su un piatto della bilancia stava la bandiera verde della Jihad con la parte superiore a forma di Mezzaluna, mentre sull'altro piatto della bilancia stava un libro aperto (presumibilmente il Corano). Nella parte inferiore dello stemma si trovava una luna crescente e tre stelle.
Nel marzo 1920, sotto la pressione dei bolscevichi dell'Emirato del Caucaso settentrionale, fu abolito, Uzun-Haji ricevette l'incarico di mufti del Caucaso e in estate morì.